# 志成信票号旧址
志成信票号旧址是一座清代古建筑，位于山西省晋中市太谷区明星镇城内西大街。2009年8月19日志成信票号旧址被列为第二批56处太谷县文物保护单位之一